# Pemar församling
Pemar församling (finska: Paimion seurakunta) är en evangelisk-luthersk församling i Pemar i Finland. Församlingen hör till Åbo ärkestift och Pemar prosteri. Kyrkoherde i Pemar församling är Vesa Tuominen. I slutet av 2021 hade Pemar församling cirka 10 500 medlemmar. Församlingens verksamhet sker i huvudsakligen på finska.
Sankt Mikaels kyrka är församlingens huvudkyrka. Församlingen omnämns i skriftliga källor redan år 1325.